# مسجد غلامعلی
مسجد غلامعلی مربوط به دوره قاجار است و در بهبهان، خیابان عدالت، پشت پاساژ احترامی واقع شده و این اثر در تاریخ ۲۳ شهریور ۱۳۸۲ با شمارهٔ ثبت ۹۹۵۰ به‌عنوان یکی از آثار ملی ایران به ثبت رسیده است.